# 火磨坊
〈火磨坊〉（英語：The Burning Mill）是美國HBO奇幻劇情电视剧《龍族前傳》第二季的第三集。該集由大衛·漢考克（David Hancock）編劇，吉塔·瓦桑特·帕特爾執導，並於2024年6月30日首播。
該集獲得大多數的正面評價，影評人稱讚其執導、角色發展、雷妮拉和亞莉森的重聚、伊耿和伊蒙德的妓院場景、米莉·愛考克回歸飾演年輕的雷妮拉以及演員的演出（尤其是艾瑪·達西和奧利薇亞·庫克）。

## 劇情

### 河間地
戴佛斯·布萊伍德（基蘭·波頓（Kieran Burton） 飾）與亚伦·布雷肯爵士（萊恩·科佩爾（Ryan Kopel） 飾）和兩人各自的家族成員之間爭論領土的所屬，但隨後這場爭端升級為效忠“黑黨”的布萊伍德家族與效忠“綠黨”的布雷肯家族在某座磨坊附近的一場血腥戰鬥，戰役落幕時燃燒殆盡的磨坊附近屍橫遍野。

### 君臨
新上任國王之手的克里斯頓·科爾爵士（法比恩·法蘭科 飾）在御前會議上提出一個攻取赫倫堡的大膽計畫，雖然亞莉森·海塔爾太后（奧利薇亞·庫克 飾）指出計畫存在很大的風險，但伊耿·坦格利安二世國王（湯姆·格林-卡尼 飾）除了批准他執行之外，更表示自己會騎龍親征。克里斯頓爵士組織了一支偵查軍，但臨出發前亞莉森的弟弟加爾溫·海塔爾爵士（弗雷迪·福克斯 飾）突然加入。拉里斯·史壯伯爵（馬修·尼德姆 飾）勸阻伊耿二世不要親自參與克里斯頓爵士的攻城計畫，伊耿二世同意並任命拉里斯伯爵為情報總管。
一個名叫烏爾夫（湯姆·班奈特 飾）的男人出現在妓院，他自稱是一名坦格利安私生子，亦是已故國王韋賽里斯一世和戴蒙親王的私生兄弟。伊耿二世和御林鐵衛們帶著一位新的御林鐵衛成員去妓院破處時在那裡遇到赤身裸體的伊蒙德·坦格利安王子（伊旺·米切爾 飾）和老鴇西爾維亞（蜜雪兒·博納爾 飾），伊耿二世嘲笑伊蒙德，伊蒙德則心懷怨恨地離開。

### 赫倫堡
戴蒙·坦格利安親王（馬特·史密斯 飾）騎龍先於克里斯頓爵士到達赫倫堡，代理城主西蒙·史壯爵士不戰而降表示效忠於“黑黨”，並譴責自己的侄孫子拉里斯伯爵背棄誓言。戴蒙親王在一棵古樹下產生幻覺，看到年輕的雷妮拉公主（米莉·愛考克 飾）將傑赫里斯的頭縫回身體上。他醒來後站在附近的一位陌生女子對他預言說：“你會葬身於此。”

### 龍石島
雷妮拉·坦格利安女王（艾瑪·達西 飾）將決鬥後死亡的卡蓋爾兄弟合葬在一起，雷妮絲·坦格利安公主（夏娃·貝斯 飾）在葬禮上建議雷妮拉可以說服亞莉森反對戰爭。作為對亞歷克·卡蓋爾爵士入侵警告的獎勵，雷妮拉答應“白蠕蟲”彌賽麗亞（水野索諾亞 飾）希望在自己宮廷中有一席之地的請求。
雷妮拉派遣沒有龍的雷娜·坦格利安（菲比·坎貝爾 飾）護送自己三個小兒子喬佛里、伊耿和韋賽里斯前往艾林家族尋求保護，萬一龍石島淪陷時能讓他們繼承坦格利安家族。雷娜因為無法留下之餘更被派去照顧小孩而感覺自己不受重用，但當被雷妮拉告知要沿路照顧龍蛋後她便接受任務並出發。
加爾溫爵士和一小群士兵在前往赫倫堡的途中自作主張打算前往一個小村莊尋樂，克里斯頓爵士憤怒地騎馬追趕；他們被騎著母龍“月舞”巡邏該地區的貝拉·坦格利安（貝瑟妮·安東尼亞 飾）發現，貝拉打算攻擊，但最終被他們逃進樹林後她無奈離去。貝拉馬上回到龍石島並在雷妮拉的御前會議上報告此事，御前會議的成員們提議用“黑黨”的龍發起戰爭，雷妮拉只表示會考慮。雷妮拉望著亞莉森之前寄給她的一張小羊皮紙，並詢問彌賽麗亞如何能在君臨與亞莉森會面。

### 潛入君臨
雷妮拉喬裝成修女乘坐漁船，並有一名保鑣護送她潛入君臨。雷妮拉與亞莉森在聖堂內交談，亞莉森表示自己沒有任何辦法可以解決衝突或者避免戰爭，並用性命發誓肯定當時韋賽里斯一世國王想讓兒子伊耿坐上鐵王座。雷妮拉馬上意識到亞莉森誤解韋賽里斯一世臨終時有關冰與火之歌的預言：亞莉森將自己的兒子伊耿誤認為是預言中的征服者伊耿，同時雙方都沒法說服彼此最終不歡而散。

## 製作

### 編劇
〈火磨坊〉由大衛·漢考克（David Hancock）編劇，這是他首次為《龍族前傳》編劇。

### 拍攝
該集由吉塔·瓦桑特·帕特爾執導，是她繼〈潮汐之主〉之後為該劇執導的第二集。

### 演員
多個主要角色在該集首次出現，包括弗雷迪·福克斯飾演的加爾溫·海塔爾爵士（Ser Gwayne Hightower）、蓋兒·蘭金飾演的亞麗·河文（Alys Rivers）以及西蒙·羅素·比爾飾演的西蒙·史壯爵士（Ser Simon Strong）。他們的選角於2023年4月宣佈。加爾溫·海塔爾爵士此前曾出現在該劇的首播集，由一位未記名的演員飾演。
米莉·愛考克回歸客串飾演年輕的雷妮拉·坦格利安（Young Rhaenyra Targaryen）。儘管埃利奧特·提特恩索和盧克·提特恩索的角色在上一集中死亡，兩人仍以分別扮演伊利克和亞歷克屍體的形式出現在該集的片尾字幕中，是他們在該劇中的最後一次亮相。

## 迴響

### 評價
該集獲得大多數的正面評價。根据評論匯總网站爛番茄汇总的13篇评论文章，92%的评论家给予该作正面评价，平均打分为7.70分（满分10分）。
《TV Fanatic》的海莉·惠特米爾·懷特（Haley Whitmire White）給該集4.75顆星的評價（滿分五顆星），《Den of Geek》的亞歷克·博哈拉德（Alec Bojalad）和《Screen Rant》的詹姆斯·亨特（James Hunt）則給該集四顆星的評價（滿分五顆星）。博哈拉德指出該集“敘事混亂”且“結局在邏輯上具有挑戰性”，但亦讚揚一開始的“火磨坊之戰”切合該劇的主題軌跡；亨特則稱其為“本季至今為止最出色的一集”。
《Collider》的卡莉·萊恩（Carly Lane）和《IGN》的海倫·奧哈拉都給該集8分（滿分10分）的評價。奧哈拉寫道：“與前兩集相比，第三集感覺更有《龍族前傳》那種高質量的奇幻戲劇感覺－而且該集為未來提供更多的希望。《漫画书资源网》的凱蒂·多爾（Katie Doll）則給該集7分（滿分10分）的評價，稱其“以分別好與壞的方式嘗試電視劇的界限，卻令觀眾感到迷惑”。《影音俱樂部》的凱莉·德雷（Kayleigh Dray）給該集評分為“A-”並寫道：“總而言之，這是《龍族前傳》出色的一集，並且其在前兩集緩慢燃燒的緊張局勢的基礎上延續得非常好。”
影評人稱讚演員的演出，尤其是達西、庫克、史密斯、格林-卡尼、米切爾和坎貝爾。被許多影評人挑選出的特定場景包括雷妮拉和亞莉森的重聚、伊耿和伊蒙德的妓院場景（兄弟之間的關係更加緊張）、赫倫堡的場景以及貝拉和“月舞”的場景。達西和庫克之間的化學反應也被認為是該集的亮點之一。《Screen Rant》的亨特評論道：“他們的表現非常出色，你真的能感受到各種各樣的情感：他們仍然多麼關心彼此，儘管兩人對自上次見面以來所發生的事情感到相同的受傷害、遺憾和憤怒；兩人的固執和自負阻礙了真正的決心。”此外，影評人還讚揚帕特爾的執導、愛考克回歸飾演年輕的雷妮拉以及戴蒙和伊耿的角色發展。
然而，該集在某些方面仍受到批評，特別是節奏、嚴重暴露的性場景、用作劇集標題的“火磨坊之戰”被草率帶過以及海倫娜和雷妮亞出場時間不足。

## 外部連結
- 互联网电影数据库上火磨坊的资料（英文）
- 《火磨坊》（页面存档备份，存于）在HBO
- 爛番茄上《火磨坊》的資料（英文）